# Kőszeg
Kőszeg é uma cidade da Hungria, situada no condado de Vas. Tem 54,66 km² de área e sua população em 2019 foi estimada em 11.805 habitantes.